# 麥金萊 (密蘇里州)
麥金萊（英語：McKinley）是位於美國密蘇里州勞倫斯縣的非建制地區。

## 歷史
麥金萊的郵局於1891年設立，其後於1910年停運。

## 地理
麥金萊所處的海拔為高於海平面419米（即1375英呎），而該地所採用的時區為UTC-6，即北美中部時區（CST）。同時該地設有夏令時間，為UTC-6調快一小時，即UTC-5（CDT）。